# Vangelo dello pseudo-Matteo
Il Vangelo dello pseudo-Matteo, così chiamato per distinguerlo dall'omoepigrafo canonico Vangelo secondo Matteo, è uno dei vangeli apocrifi, scritto in latino e databile VIII-IX secolo. Viene chiamato anche Vangelo dell'infanzia di Matteo o con la dicitura medievale Libro sulla nascita della Beata Vergine e sull'infanzia del Salvatore, che ne descrive il contenuto.

## Autore e data
In alcuni manoscritti il testo si presenta come opera dell'evangelista Matteo, supponendo una datazione al I secolo. Tale attribuzione è però considerata dagli studiosi come pseudoepigrafica e dunque apocrifa. Il testo presenta una elaborata operazione pseudoepigrafica volta a legittimare tale paternità: il vangelo sarebbe stato scoperto, nell'originale aramaico, da Girolamo (347-420), autore della Vulgata, e da lui tradotto in latino dietro invito di Cromazio, vescovo di Aquileia (387-407), ed Eliodoro, vescovo di Altino (prologo A e B). 
In realtà, il Vangelo dello pseudo-Matteo è poco più che un riadattamento del materiale contenuto nel Protovangelo di Giacomo e nel Vangelo dell'infanzia di Tommaso, opere anch'esse databili al II secolo. Il latino col quale è stato scritto il testo è notevolmente diverso (più povero e sgrammaticato) da quello di Girolamo, e presenta caratteristiche stilistiche che contribuiscono a datarlo filologicamente all'VIII-IX secolo.
Tale datazione è conforme con la prima citazione dal testo, che compare nel poema Historia nativitatis laudabilisque conversationis intactae Dei Genitricis della monaca sassone Roswitha (m. 973), badessa del convento di Gandersheim. Inoltre, non sono documentati manoscritti più antichi dell'XI secolo.
È l'unico apocrifo nel quale viene descritto l'episodio in cui una palma offre datteri a Maria e dell'acqua sgorga per dissetarla, similmente a quanto descritto in breve nel Corano (Sura XIX). Non è chiaro se si ispiri quindi al testo sacro dell'Islam composto nel 650 d.C. o se ne sia stato ispiratore; in tal caso andrebbe retrodatato al VII d.C. La coincidenza potrebbe anche riguardare un ulteriore testo comune, non rintracciato, oppure essere una similitudine puramente casuale.

## Tradizione manoscritta
I principali manoscritti usati per la stesura del testo del Vangelo dello pseudo-Matteo sono:
- A - Vaticano 5257.
- B - Laurenziano.
- C - Parigino 5559A, XIV sec., riferimento base del testo.
- D - Parigino 1652, XV sec.
- M - Monaco, frammento del cap.1
- Ar - Londra, British Museum, cod. Arundel 404, XIV sec, con ampliamenti rispetto a C.
- Her - Hereford, Libreria del Capitolo, ms 0.3.9, XIII sec, con ampliamenti rispetto a C.

## Contenuto

### Prologo pseudoepigrafico
- A. Lettera di Cromazio ed Eliodoro a Girolamo. Raccontano che Parmenio e Virinio (a noi ignoti) hanno loro raccontato che Girolamo ha trovato un libro ebraico dell'evangelista Matteo, e gli chiedono di tradurlo in latino.
- B. Lettera di Girolamo a Cromazio ed Eliodoro. Acconsente.

### Nascita di Maria e infanzia al tempio
- 1. Gioacchino, pastore, marito di Anna. Sterili.
- 2. Vergogna e fuga tra i monti di Gioacchino. Preghiera di Anna. Un angelo le promette un discendente.
- 3. Un angelo promette a Gioacchino una figlia. Un angelo gli appare in sogno e gli dice di tornare da Anna. Un angelo appare ad Anna e gli annuncia il ritorno di Gioacchino.
- 4. Anna partorisce Maria. A 3 anni la portano al tempio per vivere con altre giovinette. Sale i gradini di corsa senza voltarsi.
- 5. Anna ispirata dallo Spirito Santo ringrazia Dio.
- 6. Maria prega e tesse nel tempio, nutrita ogni giorno da un angelo. Frequentemente parlava con angeli e guariva malati.

### Scelta di Giuseppe come sposo verginale
- 7. Il sacerdote Abiathar la vuol far sposare con suo figlio. Ma risponde "Dio si onora prima di tutto con la castità".
- 8. A 14 anni bando tra tutte le tribù di Israele per trovarle un marito. Sorteggiano la tribù di Giuda. Tutti i celibi consegnano una verga al sacerdote che le pone nel Santo dei Santi. Le riconsegna ai proprietari e da quella di Giuseppe esce una colomba. Questi obietta: "Io sono vecchio e ho figli. Perché dunque consegnate a me questa bambina?". E annuncia che la farà sposare da uno dei suoi figli.
- 9. Annunciazione a Maria mentre stava tessendo.
- 10. Giuseppe, lontano da casa per lavoro da nove mesi, torna e trova Maria incinta. Dolore e delusione.
- 11. Un angelo in sogno rassicura Giuseppe.
- 12. Giuseppe accusato di aver violato la verginità di Maria. Eseguono entrambi la prova dell'acqua amara ma risultano innocenti.

### Nascita di Gesù
- 13. Censimento di Augusto. Partono entrambi per Betlemme. Un angelo li conduce in una grotta che comincia a splendere miracolosamente. Giuseppe cerca delle levatrici. Maria partorisce un bambino. Appare un coro d'angeli. Giuseppe torna con 2 levatrici, Zelomi e Salomè. Zelomi tocca Maria e constata che "vergine ha concepito, vergine ha partorito, vergine è rimasta". Salomè incredula tocca Maria ma le si secca la mano. Un angelo le dice di toccare il bambino, lo fa e guarisce. Adorazione dei pastori. Compare un'enorme stella sulla grotta.
- 14. Il terzo giorno Maria porta il bambino da una grotta a una stalla, dove il bue e l'asino lo adorano senza posa.
- 15. Il sesto giorno portano il bimbo a Betlemme, dove lo circoncidono l'ottavo giorno e lo chiamano Gesù. Presentazione al tempio. Incontro con Simeone e Anna.

### Fuga in Egitto
- 16. Dopo 2 anni arrivano dei Magi a Gerusalemme. Erode li indirizza a Betlemme dove trovano e adorano Gesù.
- 17. Erode ordina l'uccisione dei bambini con meno di 2 anni. Fuga in Egitto.
- 18. In viaggio si imbattono in draghi che si sottomettono a Gesù.
- 19. In viaggio leoni e leopardi accompagnano e adorano Gesù.
- 20. In viaggio Gesù fa piegare una palma per raccoglierne i datteri e fa sgorgare acqua.
- 21. Gesù ordina a un angelo di portare la palma in paradiso.
- 22. Gesù li trasporta miracolosamente in Egitto e arrivano nella città di Sotine.
- 23. Entrano in un tempio e le 365 statue di idoli in esso contenute crollano e si spezzano.
- 24. Il governatore della città Afrodisio accorre con l'esercito e adora Gesù.
- 25. Un angelo comanda a Giuseppe il ritorno in Giudea.

### Infanzia di Gesù
- 26. Gesù tornato in Galilea, a 4 anni, gioca nel fiume Giordano. Crea vasche di fango e fa entrare e uscire l'acqua a piacimento. Un bimbo, figlio di Satana, rovina il gioco e Gesù lo uccide miracolosamente. I suoi genitori minacciano Maria e Giuseppe. Maria intercede da Gesù e lo fa risuscitare.
- 27. Gesù crea con l'argilla 12 passerotti, batte le mani e volano via.
- 28. Il figlio dello scriba Anna gli rovina il gioco delle vasche. Gesù lo secca.
- 29. Un bambino correndo urta Gesù. Irritato gli dice: "Che tu non possa ritornare vivo". E muore. I genitori del ragazzo addolorati rimproverano Giuseppe. Giuseppe sgrida Gesù e lo fa risuscitare.
- 30. Un maestro, Zachia, si offre di insegnare a Gesù. Gesù risponde: "Tu che commenti la Legge e ne sei istruito, resta pure nella Legge; ma io esistevo già prima della Legge. E se tu credi di non avere alcuno pari a te in dottrina, sappi che dovrai imparare da me".
- 31. Zachia lo indirizza al maestro Levi. Gesù più sapiente di lui.
- 32. Giuseppe, Maria e Gesù a Nazareth. Gioca con dei bimbi su un terrazzo, Zenone cade e muore, Gesù lo resuscita.
- 33. Gesù, 6 anni, rompe una brocca ma raccoglie acqua col mantello.
- 34. Gesù semina un po' di grano e ne nascono 3 cori (1200 litri).
- 35. Gesù, 8 anni, adorato da leoni da lui ammansiti nei pressi di Gerico.
- 36. Gesù passa il Giordano che si divise 'a destra e a sinistra'.
- 37. Un garzone di Giuseppe taglia corto un legno per un letto. Gesù lo allunga.
- 38. Gesù da un maestro ma ne sa più di lui. Il maestro picchia Gesù ma muore immediatamente.
- 39. Gesù da un maestro ma ne sa più di lui. Il maestro si prostra a lui.
- 40. Giuseppe, Maria e Gesù emigrano a Cafarnao. La morì un ricco, Giuseppe, di malattia. Gesù manda suo padre omonimo a risuscitarlo.
- 41. Giuseppe, Maria e Gesù emigrano a Betlemme. Giuseppe manda il suo primogenito Giacomo nell'orto. Una vipera lo morde, Gesù soffia sulla ferita che guarisce, la vipera muore.
- 42. Figli di Giuseppe erano Giacomo, Giuseppe, Giuda, Simeone e due figlie. Maria, madre di Gesù, ha una sorella, Maria figlia di Cleofa. Cleofa (secondo) sposo di Anna.

## Genere
Il Vangelo dello pseudo-Matteo appartiene al genere dei cosiddetti vangeli dell'infanzia. Questi presentano un carattere miracolistico, col fine di illustrare i dettagli relativi alla vita pre-ministeriale di Gesù altrimenti ignoti. 
Tale letteratura è caratterizzata da una assente o imprecisa conoscenza degli usi e costumi giudaici o da altre imprecisioni di natura storica o geografica, che ne inficiano il valore storico degli eventi narrati.

## Critica
Il materiale contenuto nel Vangelo dello pseudo-Matteo riprende il contenuto del Protovangelo di Giacomo del II secolo (cc. 1-15) e del Vangelo dell'infanzia di Tommaso (cc. 26-41), anch'esso del II secolo. I cc. 16-25 descrivono la fuga in Egitto per sfuggire da Erode, che non sono testimoniati da altre.
Nel c.3 il passo «Dio ha suscitato in lei (la madre di Maria) un seme di vita» suggerirebbe un concepimento verginale di Maria da parte di Anna.
Nel c.6 la vita di Maria al tempio è dedita al lavoro e alla preghiera.
Il c.14, che colloca Gesù neonato tre giorni in una grotta e tre giorni in una stalla, cerca di conciliare la tradizione orientale (grotta) con quella occidentale (stalla). Sempre nel c. 14, la presenza dell'asino e del bue presso Gesù Bambino è un elemento diventato poi fondamentale dell'iconografia del presepe.
L'ultimo capitolo tenta di spiegare la natura dei fratelli di Gesù citati nei vangeli canonici e nella tradizione successiva. I quattro fratelli sarebbero fratellastri di Gesù, cioè figli di Giuseppe da un precedente matrimonio. Maria di Cleofa sarebbe sorellastra di Maria madre di Gesù, avuta dalla madre Anna in secondo matrimonio con Cleofa, dopo l'uccisione di Zaccaria.
La notevole fama di cui godette nel Medioevo è anche dovuta alla sua parziale inclusione all'interno della Leggenda Aurea di Jacopo da Varazze, del XIII secolo.